# Уоллисский язык
Уоллисский язык или язык увеа (фака’увеа) — полинезийский язык, на котором говорят на острове Уоллис (или Увеа). Этот язык часто называют «восточный увеа», чтобы отличать его от «западного увеа», на котором говорят на острове Увеа из группы остров Луайоте (уоллисцы считают, что этот остров был колонизирован ими в древние времена).
Хотя он классифицируется лингвистами как ядерно-полинезийский язык, сильное влияние на него оказал тонганский язык, так как остров Уоллис долгое время был частью Тонганской империи.

## Алфавит
В языке всего 5 гласных: a, e, i, o, u, и их удлиненных вариантов: ā, ē, ī, ō, ū; и 11 согласных: f, g (всегда читается как /ŋ/), h, k, l, m, n, p,
«’» означает гортанную смычку, которая на уоллиском языке называется fakamoga (дословно — «принадлежащий горлу»). Факамога сейчас изучается в школах и обозначается при письме прямым, искривленным или обратным апострофом. Это же касается обозначения удлинения гласных (на уоллисском: fakaloa, «удлинить»). Хотя предыдущее поколение никогда на письме не обозначало ни гортанной смычки, ни удлинения гласных.
Пример выражения: Mālō te ma’uli (Привет).
Автором первого уоллисско-французско-английского словаря был первый миссионер островов Батальон (однако словарь был издан только в 1932 году). Первыми книгами на этом языке были Tohi filifili‘ia (выдержки из Библии), Tohi Lotu (Религиозная книга) — автор обеих отец Батальон;
Te seokalafia o Uvea (география островов Уоллис) и Te Katekisimo (катехезис) — автор обоих Понсе. Издавались также сборники легенд и мифов островов Уоллис, очерки по истории островов и др.